# Casalbordino
Casalbordino is een gemeente in de Italiaanse provincie Chieti (regio Abruzzen) en telt 6461 inwoners (31-12-2004). De oppervlakte bedraagt 45,9 km², de bevolkingsdichtheid is 143 inwoners per km².
De volgende frazioni maken deel uit van de gemeente: Casalbordino Lido, Leoni, Miracoli.

## Demografie
Casalbordino telt ongeveer 2470 huishoudens. Het aantal inwoners steeg in de periode 1991-2001 met ..% volgens cijfers uit de tienjaarlijkse volkstellingen van ISTAT.
| Jaar | Inwoneraantal |
| ---- | ------------- |
| 1991 | 6477          |
| 2001 | 6478          |

## Geografie
De gemeente ligt op ongeveer 230 m boven zeeniveau. Casalbordino grenst aan de volgende gemeenten: Atessa, Paglieta, Pollutri, Torino di Sangro, Vasto, Villalfonsina.